# Cantón de Montbenoît
El cantón de Montbenoît era una división administrativa francesa, que estaba situada en el departamento de Doubs y la región de Franco Condado.

## Composición
El cantón estaba formado por dieciséis comunas:
- Arçon
- Arc-sous-Cicon
- Aubonne
- Bugny
- Gilley
- Hauterive-la-Fresse
- La Chaux
- La Longeville
- Les Alliés
- Maisons-du-Bois-Lièvremont
- Montbenoît
- Montflovin
- Ouhans
- Renédale
- Saint-Gorgon-Main
- Ville-du-Pont

## Supresión del cantón de Montbenoît
En aplicación del Decreto nº 2014-240 de 25 de febrero de 2014, el cantón de Montbenoît fue suprimido el 22 de marzo de 2015 y sus 16 comunas pasaron a formar parte del nuevo cantón de Ornans.